# Great Ellingham
Pour les articles homonymes, voir Ellingham.
 (juin 2023).
Great Ellingham est une paroisse civile et un village du Norfolk, en Angleterre.